# Christopher Wooh
Christopher Maurice Wooh (* 18. září 2001) je kamerunský profesionální fotbalista, který hraje na pozici obránce za francouzský klub Stade Rennais FC. Narodil se ve Francii, ale hraje za kamerunský národní tým.

## Klubová kariéra

### Nancy
Wooh je mládežnickým produktem klubů Puiseux Louvres, Chantilly a Nancy. Svůj profesionální debut v dresu Nancy si odbyl 20. ledna 2021 při prohře 1:0 v Coupe de France proti Sochaux.

### Lens
Dne 1. června 2021 se Wooh dohodl na čtyřleté smlouvě s klubem Ligue 1 RC Lens, která začala platit 1. července.

### Rennes
Dne 31. srpna 2022 podepsal Wooh čtyřletou smlouvu s Rennes.

## Reprezentační kariéra
Wooh se narodil ve Francii a má francouzské a kamerunské občanství. V roce 2022 si ho Rigobert Song vybral, aby poprvé ve své kariéře reprezentoval kamerunskou reprezentaci při nadcházejících zápasech kvalifikace na Africký pohár národů 2023. V národním týmu debutoval 9. června 2022 při výhře 1:0 v kvalifikaci na Africký pohár národů 2023 nad Burundi.

## Statistiky

### Klubové
Platí k zápasu hranému 16. února 2025.
| Klub              | Sezóna            | Liga                   | Liga   | Liga | Národní pohár | Národní pohár | Kontinentální | Kontinentální | Celkově | Celkově |
| Klub              | Sezóna            | Soutěž                 | Zápasy | Góly | Zápasy        | Góly          | Zápasy        | Góly          | Zápasy  | Góly    |
| ----------------- | ----------------- | ---------------------- | ------ | ---- | ------------- | ------------- | ------------- | ------------- | ------- | ------- |
| Nancy II          | 2018/19           | Championnat National 3 | 7      | 0    | —             | —             | —             | —             | 7       | 0       |
| Nancy II          | 2020/21           | Championnat National 3 | 2      | 0    | —             | —             | —             | —             | 2       | 0       |
| Nancy II          | Celkově           | Celkově                | 9      | 0    | —             | —             | —             | —             | 9       | 0       |
| Nancy             | 2020/21           | Ligue 2                | 13     | 2    | 1             | 0             | —             | —             | 14      | 2       |
| Lens II           | 2021/22           | Championnat National 2 | 5      | 2    | —             | —             | —             | —             | 5       | 2       |
| Lens              | 2021/22           | Ligue 1                | 14     | 0    | 2             | 0             | —             | —             | 16      | 0       |
| Lens              | 2022/23           | Ligue 1                | 1      | 0    | 0             | 0             | —             | —             | 1       | 0       |
| Lens              | Celkově           | Celkově                | 15     | 0    | 2             | 0             | —             | —             | 17      | 0       |
| Rennes            | 2022/23           | Ligue 1                | 13     | 0    | 2             | 0             | 1             | 1             | 16      | 1       |
| Rennes            | 2023/24           | Ligue 1                | 18     | 1    | 0             | 0             | 3             | 0             | 21      | 1       |
| Rennes            | 2024/25           | Ligue 1                | 18     | 0    | 1             | 0             | —             | —             | 19      | 0       |
| Rennes            | Celkově           | Celkově                | 49     | 1    | 3             | 0             | 4             | 0             | 56      | 1       |
| Celkově v kariéře | Celkově v kariéře | Celkově v kariéře      | 91     | 5    | 6             | 0             | 4             | 1             | 101     | 6       |

### Reprezentační
Platí k zápasu hranému 25. března 2025.
| Národní tým | Rok     | Zápasy | Góly |
| ----------- | ------- | ------ | ---- |
| Kamerun     | 2022    | 4      | 0    |
| Kamerun     | 2023    | 4      | 1    |
| Kamerun     | 2024    | 12     | 1    |
| Kamerun     | 2025    | 2      | 0    |
| Celkově     | Celkově | 22     | 2    |